# Giardino Al-Andalus
Il giardino Al-Andalus (ar:حديقة الأندلس, Hadiket al-Andalus) è ubicato nella zona sud orientale dell'isola di Gezira, di fronte al Teatro dell'Opera del Cairo e al Giardino Al-Horreya, e tra Ponte Qasr al-Nil e Ponte 6 Ottobre. Il parco è strutturato in stile moresco e arabo.

## Descrizione
Alla fine dell'900, il giardino fu ideato per far parte della residenza reale del Khedive Ismail Pascià (1830-1895), ma fu durante la reggenza di re Fu'ad I d'Egitto (1868-1936) che l'architetto Mohamed Zulfucar Pascià realizzò il giardino e lo dedicò a sua moglie.

### Struttura del parco
Il parco, con giardini in stile italiano, è diviso in tre zone separate:
- Al-Faraoun (il Faraone), la parte più meridionale del giardino, composta principalmente da stretti passaggi lastricati e due terrazze circolari, con grandi alberi e piante ornamentali che circondano le repliche di antiche statue egizie.
- Al-Andalus (l'Andalusia) l'architettura, della seconda parte del giardino, è stata progettata in stile andaluso. Creata su più livelli, presenta una fontana centrale che domina il luogo, con al centro una statua del poeta egiziano Ahmed Shawky (1868-1932). La statua è ubicata nella sala reale ad arco, aperta su tutti i lati e visibile da ogni punto del giardino stesso. Tutti i gradini e le panche sono decorati con mosaico colorati. Di fronte alla statua di Ahmed Shawky si trova l'ingresso principale del parco, che si affaccia su Piazza Gezira.
- Al-Fardous (il Paradiso) è l'ultima sezione del giardino e presenta architetture ad arabesque. Dall'Al-Fardous si può godere della migliore vista sul Nilo.

Nel 2001, dopo un abbassamento del Nilo si è annesso al parco il terreno emerso, il giardino Al-Gezira. Quest'ultimo ricopre la sponda orientale del fiume adiacente al Ponte Qasr al-Nil.

## Orari e costi
Il giardino è attualmente gestito dal Dipartimento dei Giardini Speciali del Governatorato del Cairo. Gli orari estivi sono dalle 9:00 alle 14:00 e in inverno dalle 9:00 alle 22:00. Ingresso a pagamento.

## Curiosita'
Il giardino Al-Andalus è il luogo in cui Abd el-Halim Hafez (1935-1975) ha cantato il suo primo successo canoro nei primi anni'50.